# N22 (Oekraïne)
De N22 (Cyrillisch: H22) is een autoweg in Oekraïne. De weg is aanzienlijk korter dan andere autowegen in het land. De weg verbindt Rivne en Loetsk met de Poolse grens bij het grensplaatsje Oestyloeh. De weg is onderdeel van de route tussen Kiev en Centraal-Polen. De N22 is 160 kilometer lang.

## Verloop
De weg begint in Rivne, een belangrijk knooppunt, waar de M06 naar Lviv en Kiev gaan, en de M21 naar Pinsk in Wit-Rusland en Chmelnytsky. De eerste kilometers ten westen van Rivne zijn nog vierstrooks, daaran wordt het een hoofdweg met één rijstrook per richting. De weg gaat als vierstrooks hoofdweg door Loetsk, en gaat daarna nog door het kleine stadje Volodymyr voordat het de Poolse grens bereikt. De weg gaat hier over in de Poolse DK74 richting Zamość.
De N22 is geen onderdeel van een E-weg.
M01 ·
M02 ·
M03 ·
M04 ·
M05 ·
M06 ·
M07 ·
M08 ·
M09 ·
M10 ·
M11 ·
M12 ·
M13 ·
M14 ·
M15 ·
M16 ·
M17 ·
M18 ·
M19 ·
M20 ·
M21 ·
M22 ·
M23 ·
M24 ·
M25 ·
M26 ·
M27 ·
M28 ·
M29 ·
M30
N01 ·
N02 ·
N03 ·
N04 ·
N05 ·
N06 ·
N07 ·
N08 ·
N09 ·
N10 ·
N11 ·
N12 ·
N13 ·
N14 ·
N15 ·
N16 ·
N17 ·
N18 ·
N19 ·
N20 ·
N21 ·
N22 ·
N23 ·
N24 ·
N25 ·
N26 ·
N27 ·
N28 ·
N30 ·
N31 ·
N32 ·
N33